# Красный Октябрь (Янаул)
Красный Октябрь — упразднённый в 1938 году посёлок Янаульского района БАССР, вошедший в состав города Янаул современной Республики Башкортостан Российской Федерации.

## История
Посёлок Красный Октябрь возник около станции Янаул во времена НЭПа и в  1922 году получил название «Красный Октябрь» в честь Великой 
Октябрьской социалистической революции. 
21 августа 1930 года образовался Янаульский район. В  1930 году в  посёлке находился районный центр.
В 1938 деревни Янаул, Иванаево и посёлок Красный Октябрь были объединены в рабочий посёлок Янаул.
Известно, что с 1941 года янаульский артель «Красный Октябрь» занимался пошивом одежды, изготовлением валенок для фронта. 